# Sielsowiet Zieleniewicze
Sielsowiet Zieleniewicze (biał. Зеляневіцкі сельсавет, ros. Зеленевичский сельсовет) – sielsowiet na Białorusi, w obwodzie brzeskim, w rejonie prużańskim, z siedzibą w Zieleniewiczach.
Według spisu z 2009 sielsowiet Zieleniewicze zamieszkiwało 2199 osób w tym 2017 Białorusinów (91,7%), 84 Rosjan (3,82%), 51 Polaków (2,32%), 22 Ukraińców (1,00%), 13 Ormian (0,59%), 5 Romów (0,23%) i 7 osób innej narodowości.
W dwudziestoleciu międzywojennym miejscowości obecnego sielsowietu Zieleniewicze leżały w Polsce, w województwie białostockim, w powiecie wołkowyskim.

## Miejscowości
- agromiasteczka:
  - Łysków
  - Zieleniewicze
- wsie:
  - Apelanowicze
  - Bojary
  - Borysiki
  - Brantowce
  - Buszniaki
  - Hołowczyce
  - Hrusk
  - Huta
  - Jaroszewicze
  - Krupa
  - Kuziewicze
  - Mogilowce
  - Mosiewicze
  - Mozole
  - Ososzniki
  - Raczki
  - Szejpiczy
  - Szpaki
  - Wilianowo
  - Zelzin
- chutor
  - Liberpol